# Comops ruficornis
Comops ruficornis là một loài ruồi trong họ Tachinidae.